# Sandsjön (Lidhults socken, Småland)
Sandsjön är en sjö i Ljungby kommun i Småland och ingår i Lagans huvudavrinningsområde. Sjön är 3,2 meter djup, har en yta på 0,662 kvadratkilometer och befinner sig 157,1 meter över havet. Sandsjön ligger i Årshultsmyren Natura 2000-område. Sjön avvattnas av vattendraget Lidhultsån. Vid provfiske har abborre, braxen, gädda och mört fångats i sjön.

## Delavrinningsområde
Sandsjön ingår i det delavrinningsområde (629835-135409) som SMHI kallar för Utloppet av Örsjön. Medelhöjden är 171 meter över havet och ytan är 28,61 kvadratkilometer. Det finns inga avrinningsområden uppströms utan avrinningsområdet är högsta punkten. Lidhultsån som avvattnar avrinningsområdet har biflödesordning 3, vilket innebär att vattnet flödar genom totalt 3 vattendrag innan det når havet efter 151 kilometer. Avrinningsområdet består mestadels av skog (26 procent) och sankmarker (57 procent). Avrinningsområdet har 1,75 kvadratkilometer vattenytor vilket ger det en sjöprocent på 6,1 procent.